# Squamocnus
Squamocnus is een geslacht van zeekomkommers uit de familie Cucumariidae.

## Soorten
- Squamocnus aureoruber O'Loughlin & O'Hara, 1992
- Squamocnus brevidentis (Hutton, 1872)
- Squamocnus luteus O'Loughlin & Alcock, 2000
- Squamocnus niveus O'Loughlin & Alcock, 2000